# Alexandra Bozovic
Alexandra Bozovic (* 15. Februar 1999 in Sydney) ist eine australische Tennisspielerin.

## Karriere
Bozovic begann im Alter von acht Jahren mit dem Tennissport und ihr bevorzugter Spielbelag ist der Hartplatz. Sie spielt vor allem Turniere der ITF Women’s World Tennis Tour, wo sie bislang zwei Titel im Einzel und zehn im Doppel gewann.
2016 erhielt sie zusammen mit ihrer Partnerin Kaylah McPhee eine Wildcard für das Juniorinnendoppel der Australian Open, wo sie mit einem Sieg über das japanische Duo Naho Satō und Satoko Sueno ins Achtelfinale einzogen, dort aber Dajana Jastremska und Anastasia Zarycká in zwei Sätzen mit 3:6 und 3:6 unterlagen.
2017 erhielt sie eine Wildcard für das Juniorinneneinzel der Australian Open, wo sie aber bereits in der ersten Runde Anri Nagata in drei Sätzen mit 7:5, 2:6 und 2:6 unterlag.
2018 erreichte sie das Finale des mit 15.000 US-Dollar dotierten ITF-Turniers in Hua Hin, wo sie Julia Glushko mit 2:6 und 2:6 unterlag.
2019 erhielt sie eine Wildcard für die Qualifikation zu den Sydney International, einem Vorbereitungsturnier auf die Australian Open. Sie unterlag hier in der ersten Runde der Qualifikation Bernarda Pera in zwei glatten Sätzen mit 2:6 und 1:6. Bei den Australian Open erhielt sie eine Wildcard für die Qualifikation zum Dameneinzel, wo sie Sabina Sharipova mit 4:6 und 0:6 unterlag.
Seit 2017 spielt Bozovic für das Damentennisteam der Tigers der Louisiana State University (LSU), die in der Southeastern Conference antritt.

## Turniersiege

### Einzel
| Nr. | Datum              | Turnier | Kategorie | Belag     | Finalgegnerin  | Ergebnis      |
| --- | ------------------ | ------- | --------- | --------- | -------------- | ------------- |
| 1.  | 18. September 2022 | Darwin  | ITF W25   | Hartplatz | Destanee Aiava | 6:1, 6:4      |
| 2.  | 25. September 2022 | Darwin  | ITF W25   | Hartplatz | Talia Gibson   | 3:6, 6:3, 6:3 |

### Doppel
| Nr. | Datum             | Turnier         | Kategorie | Belag     | Partnerin       | Finalgegnerinnen                            | Ergebnis          |
| --- | ----------------- | --------------- | --------- | --------- | --------------- | ------------------------------------------- | ----------------- |
| 1.  | 23. Juli 2022     | Figueira da Foz | ITF W25+H | Hartplatz | Francisca Jorge | Lee Pei-chi Wu Fang-hsien                   | 6:2, 3:6, [12:10] |
| 2.  | 8. Oktober 2022   | Cairns          | ITF W25   | Hartplatz | Naiktha Bains   | Destanee Aiava Lisa Mays                    | 6:4, 6:4          |
| 3.  | 29. Oktober 2022  | Playford        | ITF W60   | Hartplatz | Talia Gibson    | Han Na-lae Priska Madelyn Nugroho           | 7:5, 6:4          |
| 4.  | 4. März 2023      | Swan Hill       | ITF W25   | Rasen     | Elysia Bolton   | Olivia Gadecki Petra Hule                   | 7:63, 2:6, [10:7] |
| 5.  | 18. März 2023     | Canberra        | ITF W60   | Sand      | Elysia Bolton   | Priscilla Hon Dalila Jakupović              | 4:6, 7:5, [13:11] |
| 6.  | 16. April 2023    | Osaka           | ITF W25   | Hartplatz | Petra Hule      | Lee Pei-chi Lee Ya-hsuan                    | 6:2, 6:3          |
| 7.  | 10. Juni 2023     | Setubal         | ITF W25   | Hartplatz | Elysia Bolton   | Gabriella Da Silva Fick Petra Hule          | 6:7, 7:63, [10:8] |
| 8.  | 1. September 2023 | Valladolid      | ITF W25   | Hartplatz | Sarah Beth Grey | Ava Markham Tian Fangran                    | 7:5, 6:0          |
| 9.  | 26. Mai 2024      | Santo Domingo   | ITF W35   | Hartplatz | Wong Hong-yi    | Jessica Hinojosa Gómez Mell Reasco González | 6:75, 7:5, [11:9] |
| 10. | 26. Oktober 2024  | Playford City   | ITF W75   | Hartplatz | Petra Hule      | Lizette Cabrera Taylah Preston              | 6:4, 6:3          |